# سلین دومرک
سلین دومرک (فرانسوی: Céline Dumerc‎؛ زادهٔ ۹ ژوئیهٔ ۱۹۸۲) بازیکن بسکتبال اهل فرانسه است.
وی همچنین برندهٔ جوایزی همچون توپ طلای ۲۰۰۹ شده‌است.
وی در مسابقات کشوری و بین‌المللی در مجموع برندهٔ ۱ مدال طلا، ۴ مدال نقره، ۱ مدال برنز شده‌است.